# Susuacanga ulkei
Susuacanga ulkei là một loài bọ cánh cứng trong họ Cerambycidae.